# Le grandi bagnanti (Cézanne Londra)

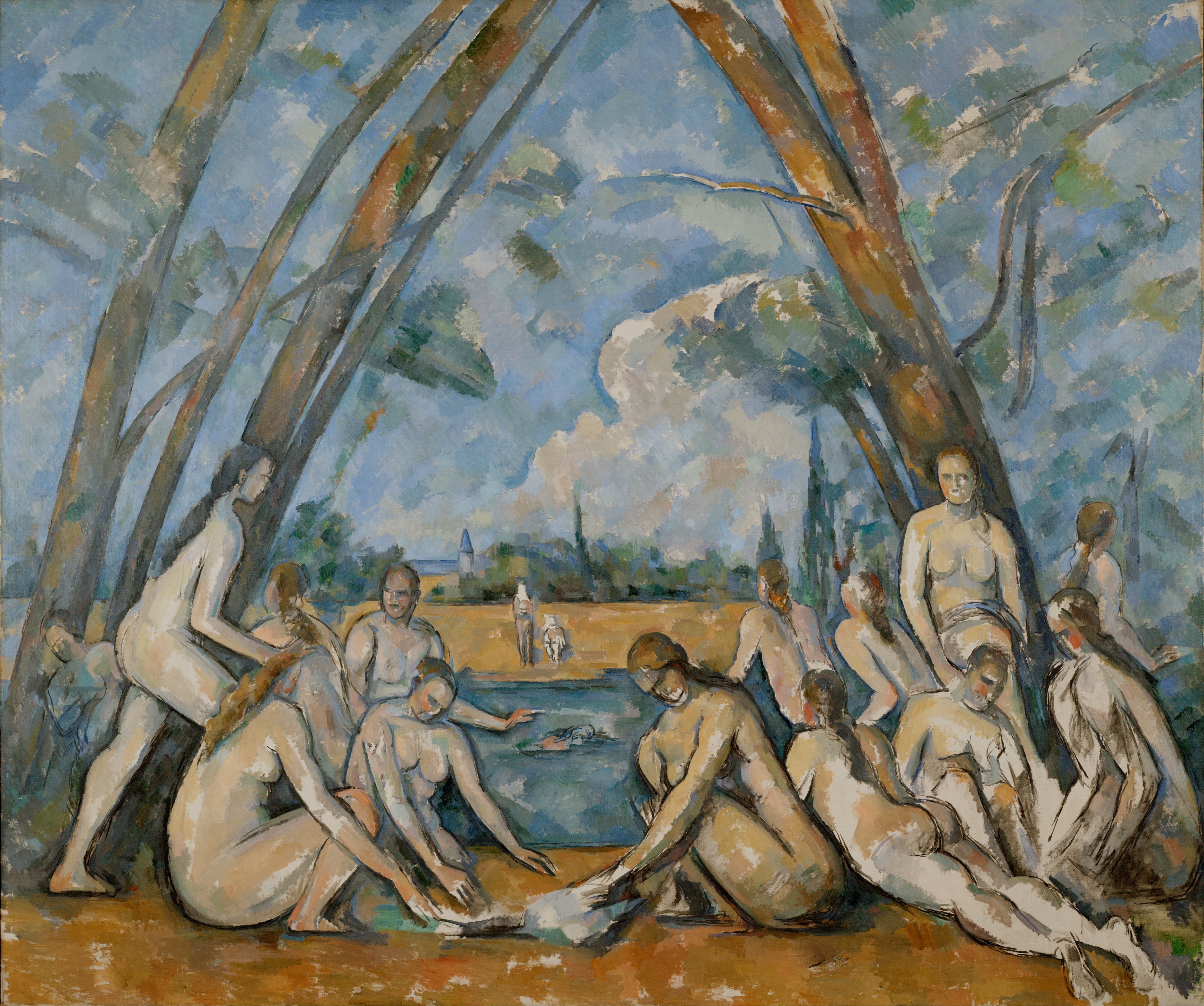
Le grandi bagnanti di Philadelphia (1906 circa)

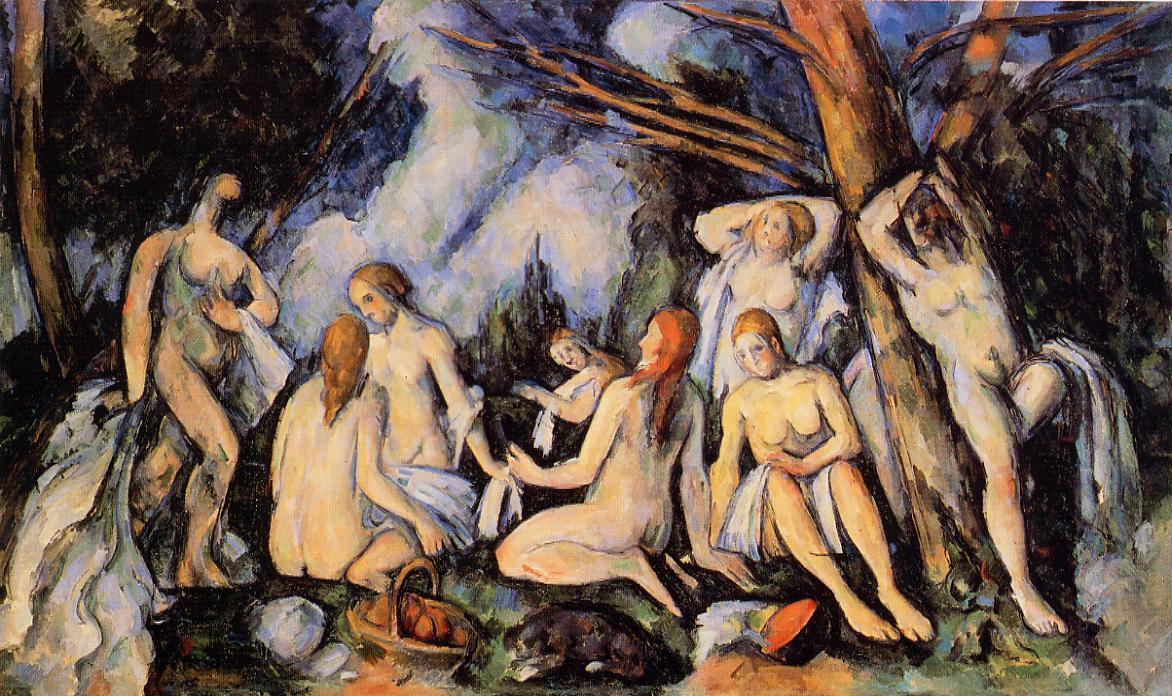
Le grandi bagnanti della Barnes Foundation (1900 circa)

Les grandi bagnanti (Les grandes baigneuses) è un dipinto a olio su tela (127,2x196,1 cm) di Paul Cézanne, databile al 1894-1905 circa e conservato nella National Gallery di Londra.

## Storia
Assiduo frequentatore del Louvre, Cézanne aveva avuto modo di familiarizzare col tema classico delle bagnanti, rappresentato da numerosi artisti del passato, come Tiziano e Poussin. Si trattava di un soggetto amato da artisti e mecenati, che esprimeva l'idea di armonia tra uomo e natura nell'idilliaca Arcadia. L'artista, a differenza dei suoi predecessori, tralasciò tutte le componenti letterarie e mitologiche, concentrandosi sulle sole questioni compositive, di colore e di forma. Ne fece diverse composizioni dal 1870 in poi, utilizzando figure maschili e femminili, in gruppi o da sole. In tutta la sua carriera però creò solo tre versioni "grandi" del soggetto: una è quella di Londra, una è alla Barnes Foundation di Merion (Pennsylvania) e una è al Philadelphia Museum of Art. Sembra che prima di morire stesse lavorando a tutte e tre queste opere contemporaneamente.
Nel comporre le sue opere partiva da disegni dal vero e schizzi presi su statue nei musei. Il paesaggio spesso si ispirava a quello attorno alla sua città natale, Aix-en-Provence.
Quando fu esposta per la prima volta, nel 1907, l'opera fu di ispirazione per Matisse e per il giovane Picasso che in quegli anni, con altri, stava iniziando a sviluppare il Cubismo. Le opere di Cézanne, sebbene considerate dalla critica e dal grande pubblico brutte e rozze, anni dopo vennero riconosciute come fondamentali per la nascita e lo sviluppo dell'arte moderna.
Questa tela in particolare fu acquistata per il museo londinese col sostegno della Max Rayne Foundation, nel 1964.

## Descrizione e stile
Il tema classico della bagnanti è sviluppato dal pittore in un susseguirsi di forme e masse, sempre più stilizzate e tendenti all'astratto. Figure e paesaggio sono ridotti a forme essenziali che si compongono in combinazioni di luce e colore. La dominante è blu, su cui spiccano gli incarnati delle donne, con linee di contorno grossolane in cui sono richiamati i colori dello sfondo.
Macchie di colore piatte e geometriche compongono uno sfondo azzurro con gonfie nubi biancheggianti, il tutto solcato da fusti d'albero e dalla punte di alcuni arbusti. Lo spazio è volutamente ambiguo, generante difficoltà nel comprenderlo che obbligano lo spettatore a continuare a guardare.
In primo piano stanno dieci figure di bagnanti e una sorta di statua (a destra). Una in primo piano sembra accarezzare qualcosa, una macchia scura che forse raffigura un cane. Le donne sono raggruppate tra loro, ma non sembrano interagire; i loro volti sono simili a maschere primitive, che impediscono di carpirne qualsiasi emozione. La figura sdraiata in primo piano appare quasi ridotta a una semplice forma cilindrica, con un angolo di visuale leggermente diverso dalle altre.